# Самоново (Вологодская область)
Самоново — упразднённая деревня в Усть-Кубинском районе Вологодской области.
Входила на момент упразднения в состав Устьянского сельского поселения, до того в состав Никольского сельского поселения, с точки зрения административно-территориального деления — в Никольский сельсовет.
Расстояние по автодороге до районного центра Устья — 26,5 км, до центра муниципального образования Никольского — 7,5 км. Ближайшие населённые пункты — Богослово, Вечеслово, Максимовская.
По данным переписи в 2002 году постоянного населения не было.
Упразднена 20 ноября 2020 года.